# 拉德洛 (緬因州)
拉德洛（英語：Ludlow）是一個位於美國緬因州阿魯斯圖克縣的市鎮。

## 人口
根據2020年美國人口普查的數據，拉德洛的面積為57.03平方千米，當中陸地面積為57.01平方千米，而水域面積為0.02平方千米。當地共有人口434人，而人口密度為每平方千米8人。